# Manfred Harder (Wirtschaftswissenschaftler)
Manfred Harder (* 24. März 1936 in Gollnow; † März 2006 in Rostock) war ein deutscher Wirtschaftswissenschaftler und Hochschullehrer.

## Leben
Manfred Harder studierte nach dem Abitur ab 1955 an der Ingenieurökonomischen Fakultät der Universität Rostock. Von 1961 bis 1966 war er Mitarbeiter der Bezirksleitung der SED in Rostock. Ab 1966 war er erneut wissenschaftlicher Mitarbeiter der Universität, wo er 1969 promoviert wurde und 1976 mit der B-Promotion den Titel Dr.sc.oec. erwarb. Im Jahr 1970 wurde er Dozent, 1984 Professor für Sozialistische Wirtschaftsführung. Von 1990 bis zu seinem Ausscheiden im Jahr 1992 leitete er das Institut für Unternehmensführung und Wirtschaftsinformatik der Universität.

## Werk (Auswahl)
- Die erzeugnisgebundene Planung als einheitliche Wert- und Gebrauchswertplanung, dargestellt an Erzeugnissen des Schiffbaus (Diss.), Rostock 1969
- Die Reproduktion der Grundfonds in ihren Beziehungen und Wirkungen zur ökonomischen Effektivität (Habil.), Rostock 1976
- Thesen zur Konferenz des Instituts für Sozialistische Wirtschaftsführung der Wilhelm-Pieck-Universität Rostock (Bearb.), Rostock 1982
- Ökonomische, technische und soziale Wirkungen von Wissenschaft und Technik (Hrsg.), Rostock 1989, ISBN 3-86009-054-2